# Stavební mozaika
Stavební mozaika je druh stavebního materiálu. Jedná se o mozaikové obklady budov převážně ze sintrovaného skla. Používá se pro obklady interiéru i exteriéru. Tento materiál byl široce používaný v druhé polovině 20. století pro jeho dobrou výtvarnou a technickou hodnotu. Příkladem jeho uměleckého využití je obklad větracích komínů pro Letenský tunel, jejichž projektantem byl Zdeněk Sýkora.
Vyrábí se slinováním nebo lisováním skleněného písku nebo moučky v geometrických formách, nejčastěji obdélníkového a čtvercového tvaru.
Mezi významné výrobce v bývalém Československu patřily sklárny v Jablonci nad Nisou.

## Galerie

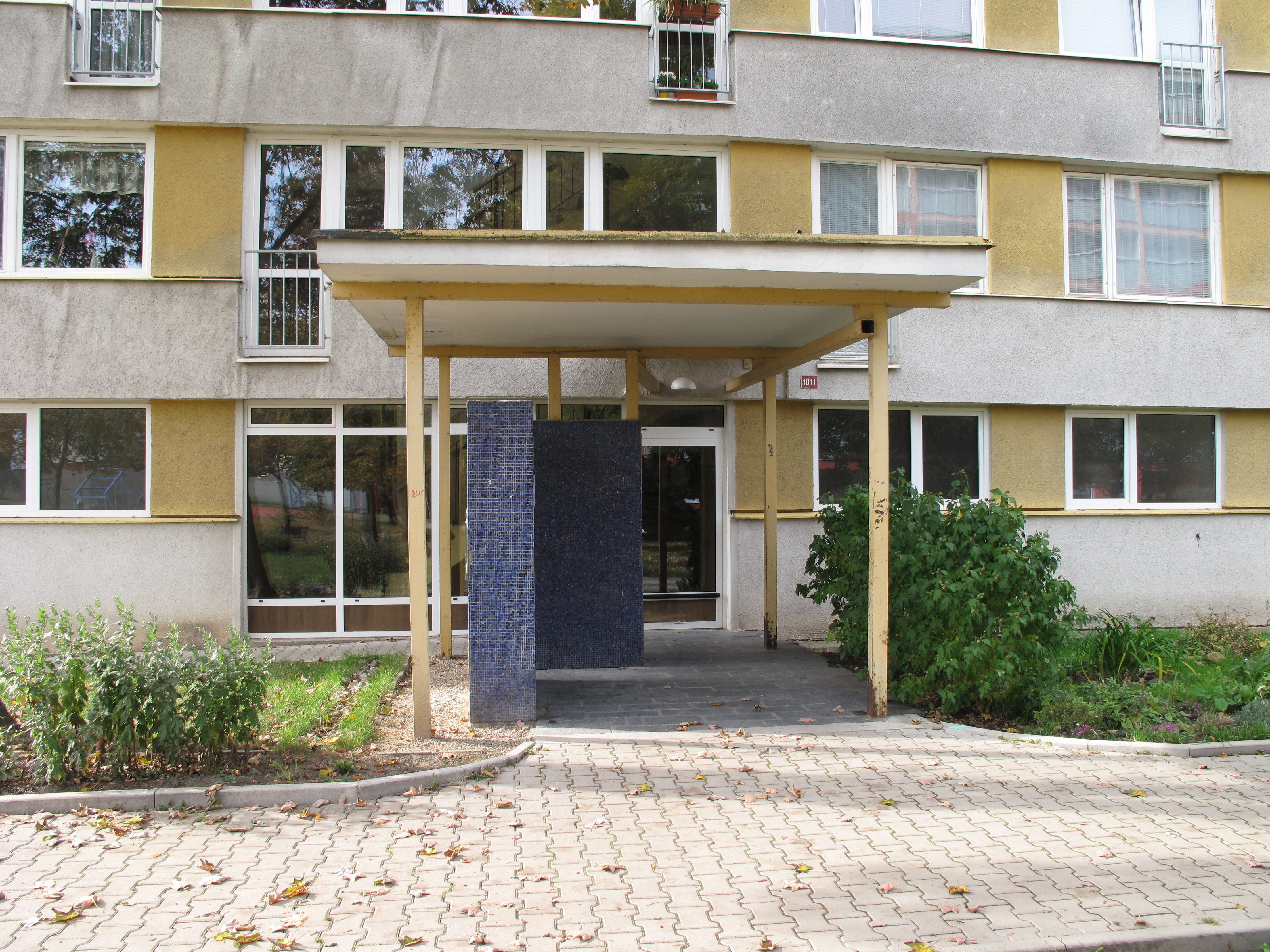
Blok u vstupu do panelového domu pokrytý modrou stavební mozaikou
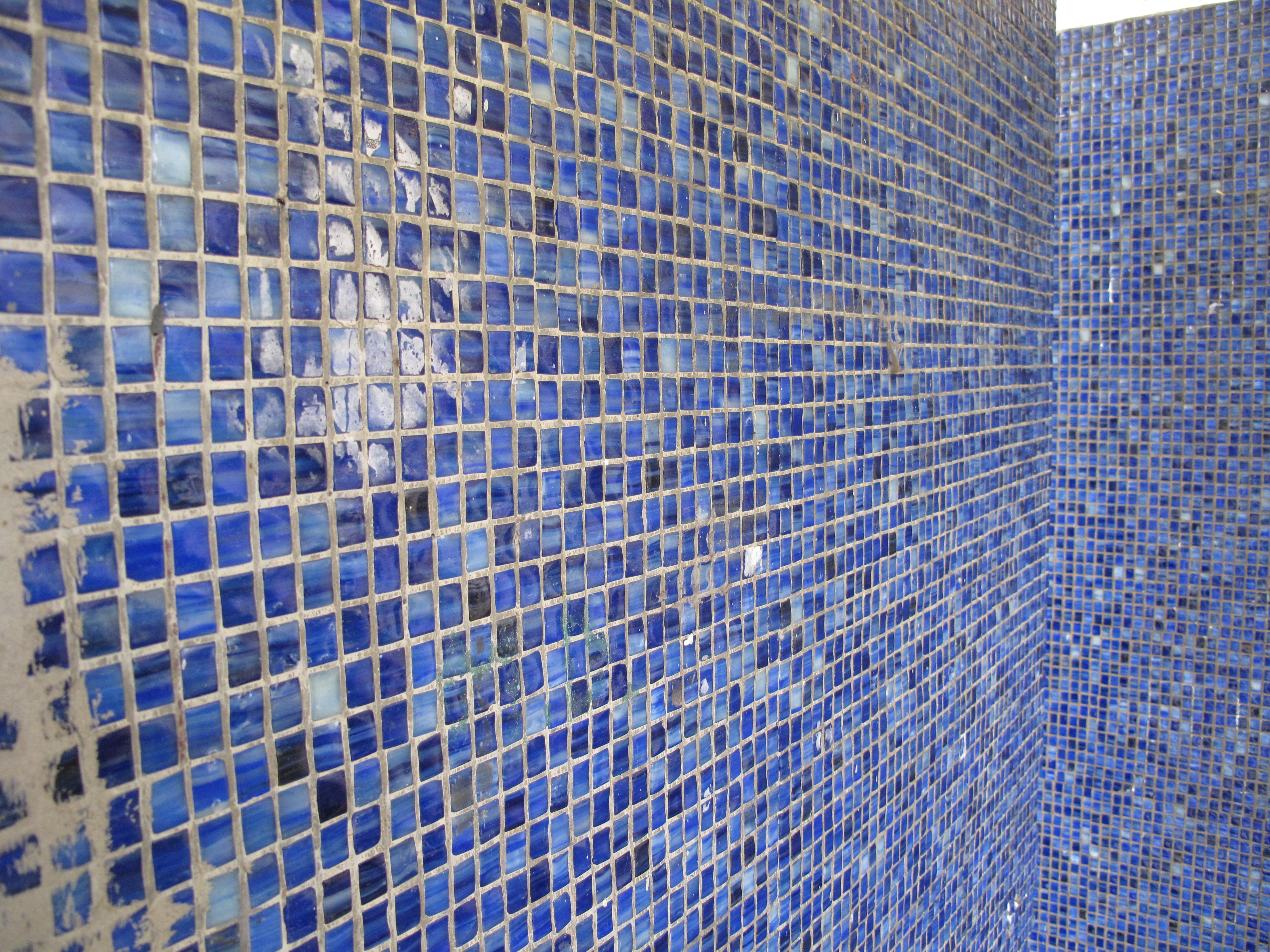
Detail
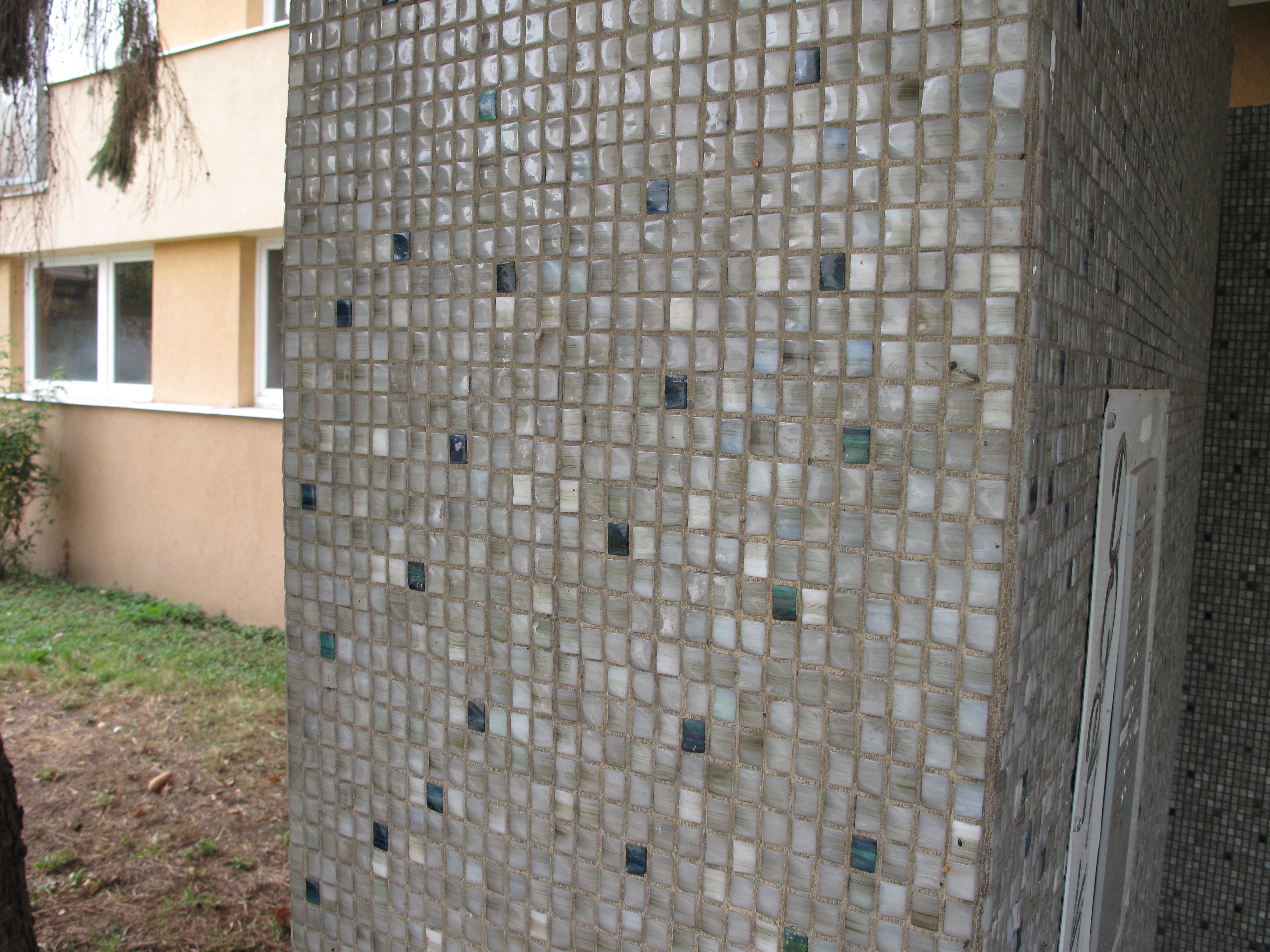
Šedá barevná kombinace
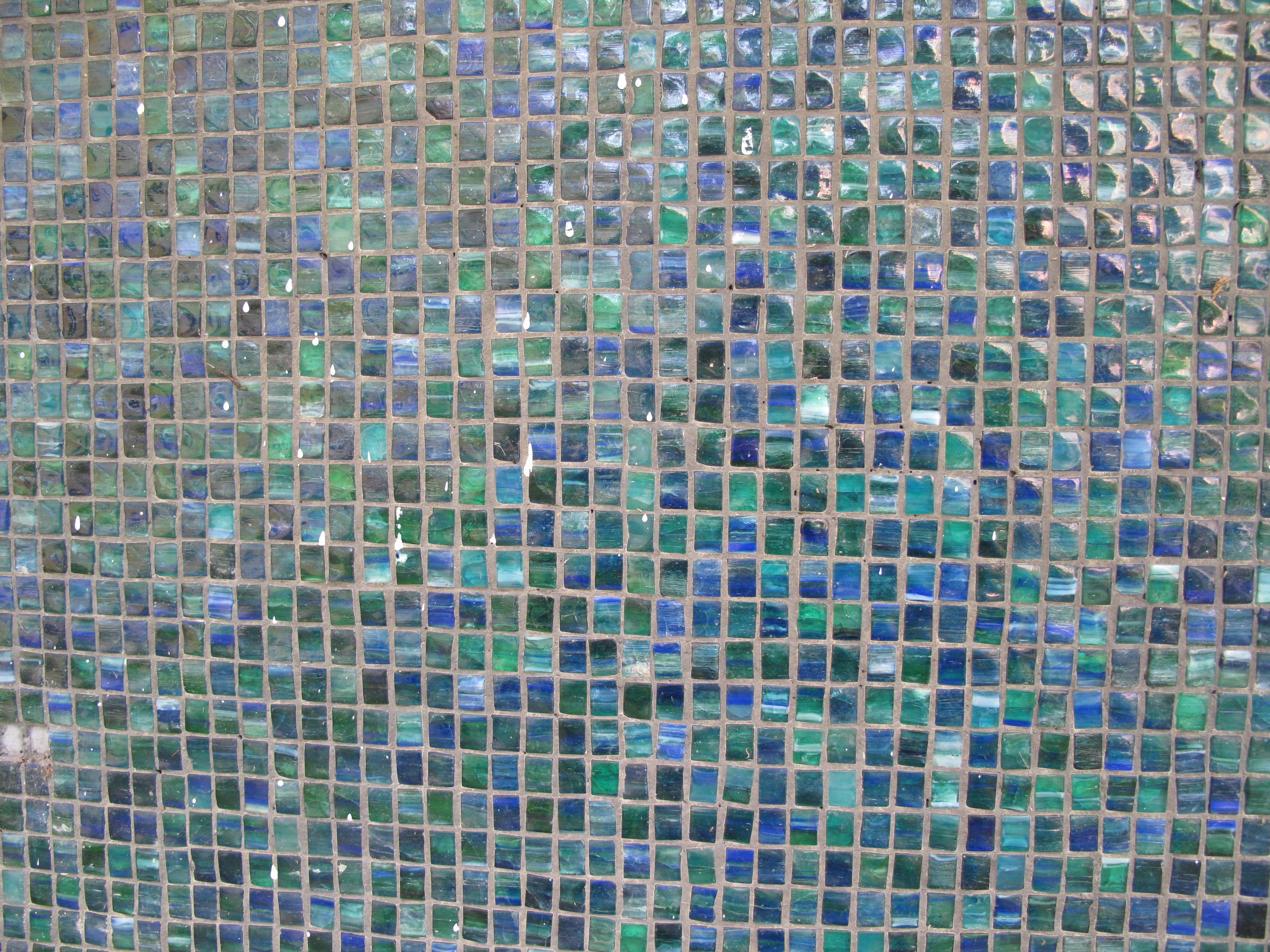
Modro-zelená kombinace
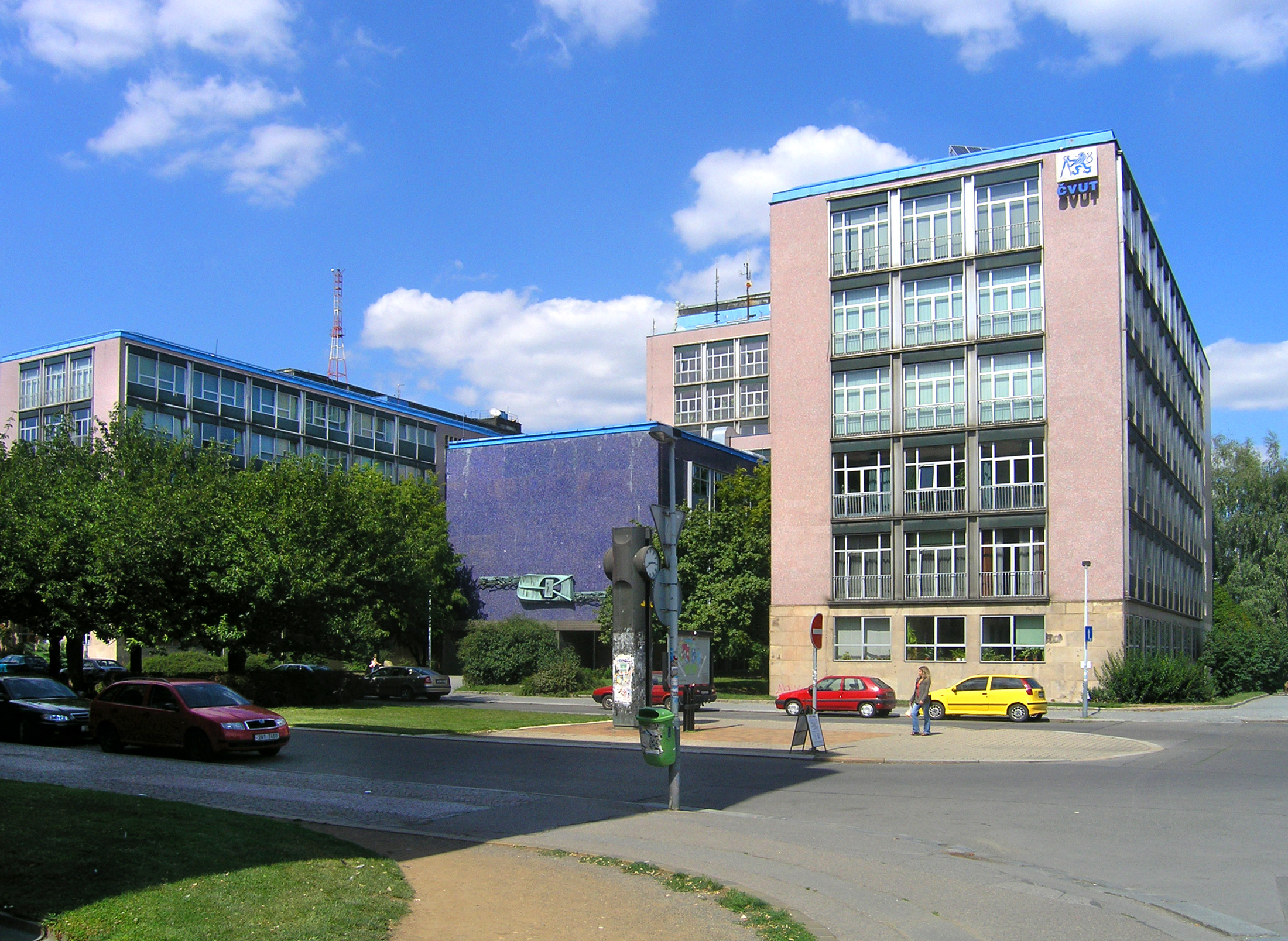
Elektrotechnická fakulta Českého vysokého učení technického v Praze, střední blok modré barvy je pokryt stavební mozaikou